# Jan Janse Weltevree
Pour les articles homonymes, voir Janse.
Jan Janse Weltevree est le premier Hollandais à s'être installé en Corée. Après un naufrage en 1627, il a travaillé pour le gouvernement de la dynastie Joseon. Il a pris le nom de Park Yeon, s'est marié et a eu deux enfants.
Jan Janse Weltevree est né vers 1595 à De Rijp. En 1627, il est à bord du "Ouwerkerek" qui fait la traversée entre Djakarta et Nagasaki. Cependant, le bateau essuie des vents contraires et une chaloupe est envoyée sur l'ile de Jeju pour aller chercher du ravitaillement,. Weltevree, Theodotik Gijsbertz et Jan Perteree Verbaest sont alors faits prisonniers par les autorités qui leur interdisent de quitter le pays et les envoient à Séoul. Étant artificier, il travaille dès lors à la manufacture d'armes et enseigne des techniques. Il participe ensuite à la guerre contre les Mandchous en 1636 où ses deux compatriotes trouvent la mort. 
En 1653, un autre navire hollandais fait naufrage sur l'ile de Jeju avec à son bord Hendrik Hamel et 36 autres marins. Weltevree reçoit la mission de les accueillir et d'assurer la traduction. C'est le livre qu'Hendrik Hamel a écrit lors de son retour en Europe qui constitue la principale source sur la vie de Weltevree. On ne sait rien de lui après 1656.